# Acanthocercus branchi
Acanthocercus branchi es una especie de lagarto del género Acanthocercus, familia Agamidae, orden Squamata.

## Distribución
Se distribuye por Zambia, en el valle de Luangwa y el río Zambeze.

## Taxonomía
Fue descrita por Wagner, Greenbaum & Bauer en 2012.
Tratamiento taxonómico
La especie aparece registrada y publicada en A new species of the Acanthocercus atricollis complex (Squamata: Agamidae) from Zambia. Salamandra 48 (1): 21-30.